# 守屋山
守屋山（もりやさん）は、長野県諏訪市と伊那市との境にある標高1,651mの山である。

## 名称
伝承によると旧名を「森山（）」という。古文書には「守屋ヶ嶽」「守矢が岳」という名称も見られる。
諏訪地方の人々には守屋山を含めた伊那側の山並みを「西山」とも呼ばれている。

## 概要
伊那山地の最北部にあり、山頂からは、南アルプス、中央アルプス、北アルプス、八ヶ岳連峰といった山々が眺望できる。清流とうたわれる沢川の水源で、もみじ湖（箕輪ダムの人造湖）を経て天竜川に注ぐ。
緑色凝灰岩でできているこの山は、糸魚川静岡構造線と中央構造線が交わる地点にあたり、地質学的にきわめて重要な地域である。
東峰には山頂から少し下ったところに石祠があり、古絵図には「守矢大臣宮」「守矢大神」という名で描かれている。現在は南麓にある守屋神社（伊那市高遠町藤澤区片倉）の奥宮とされている。

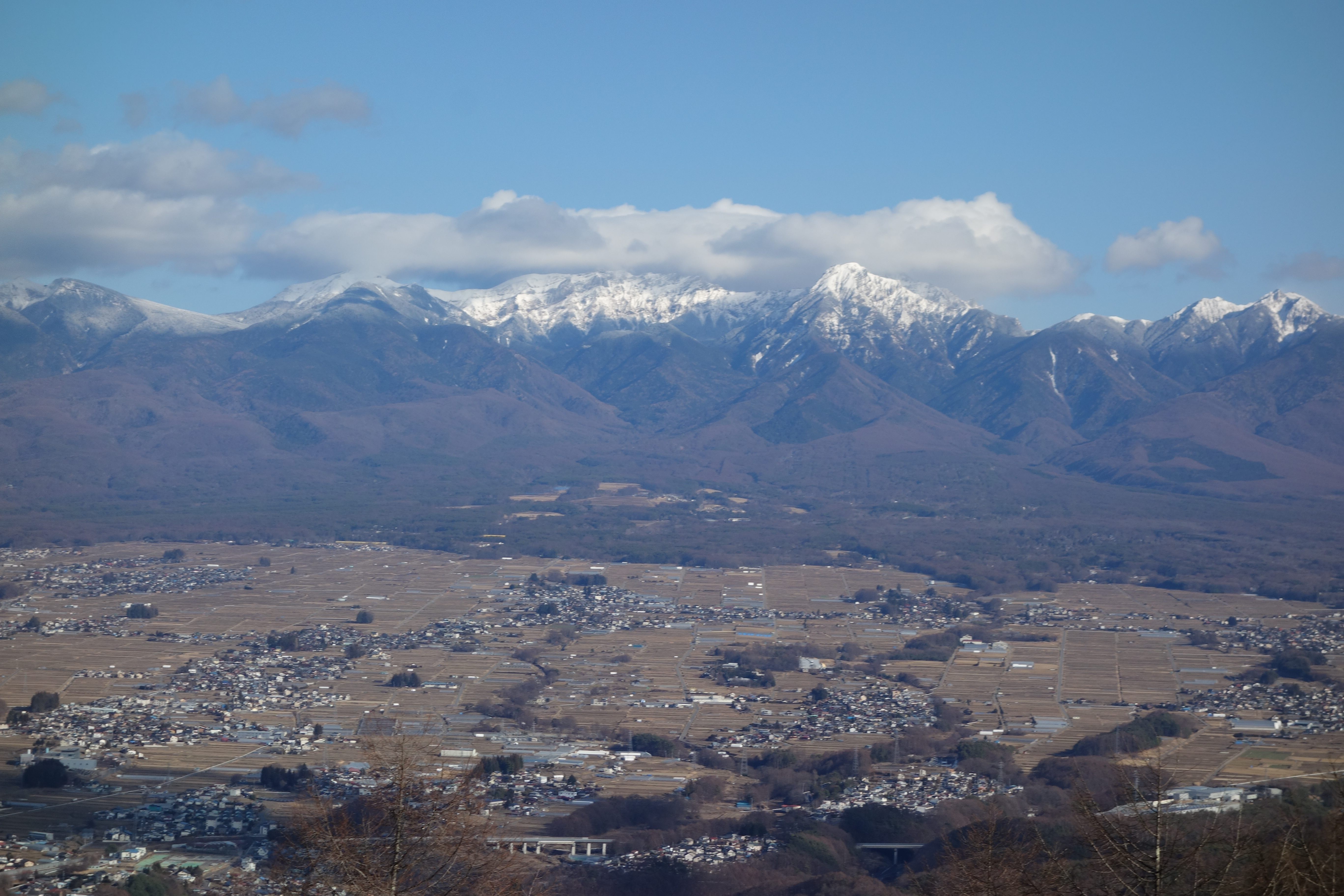
杖突峠から見た八ヶ岳
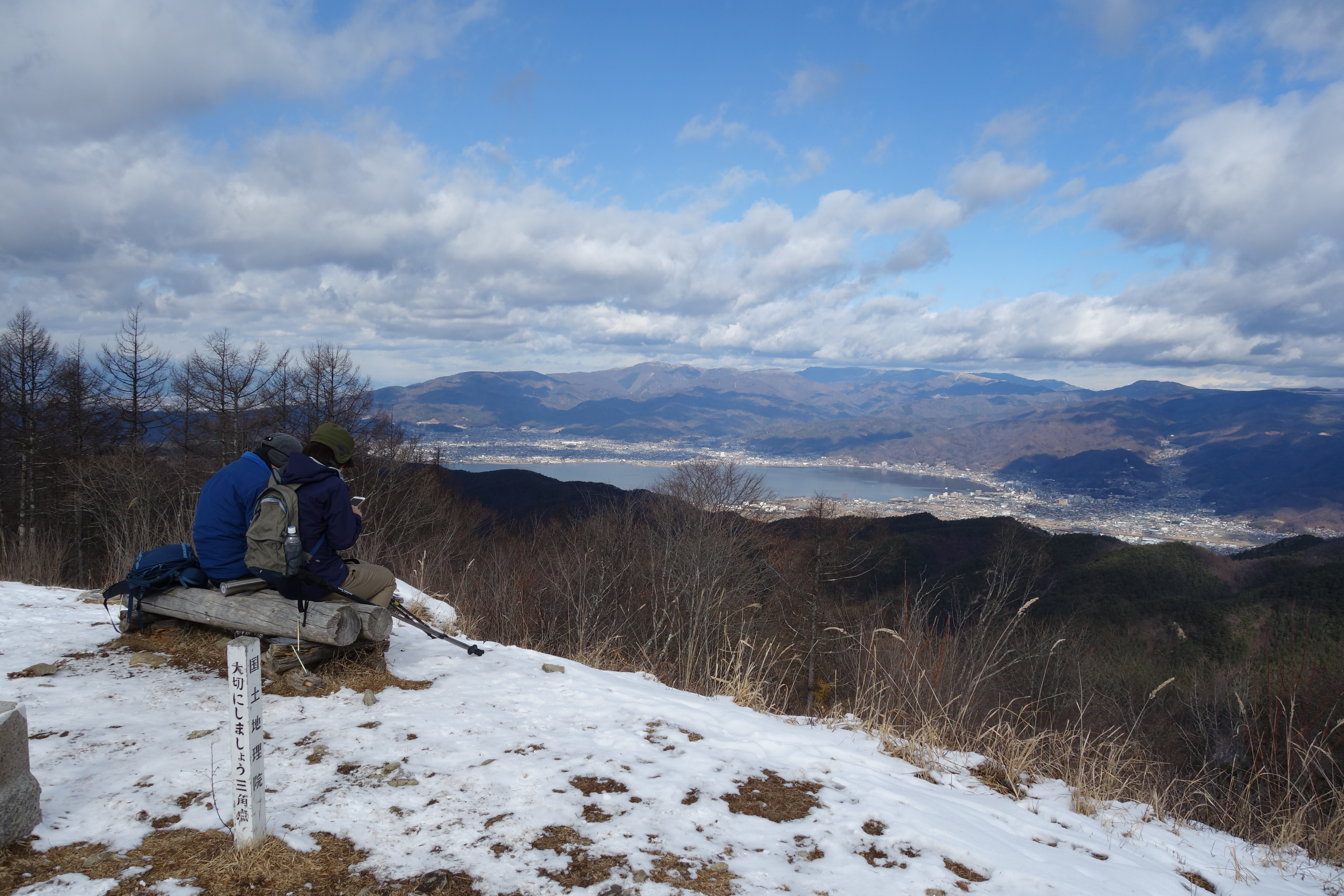
山頂から見た諏訪湖
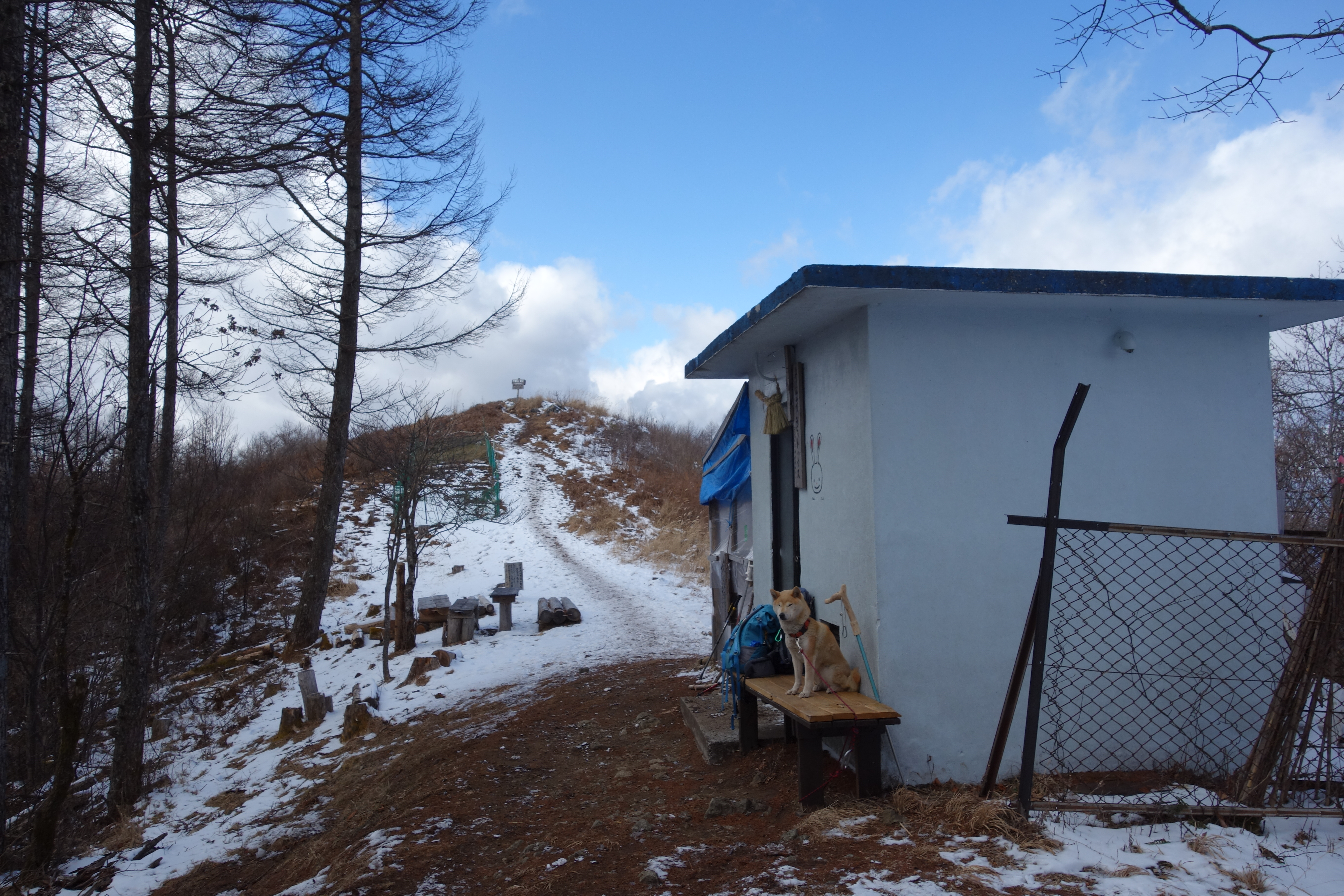
山頂直下のラビットハウス

## 信仰

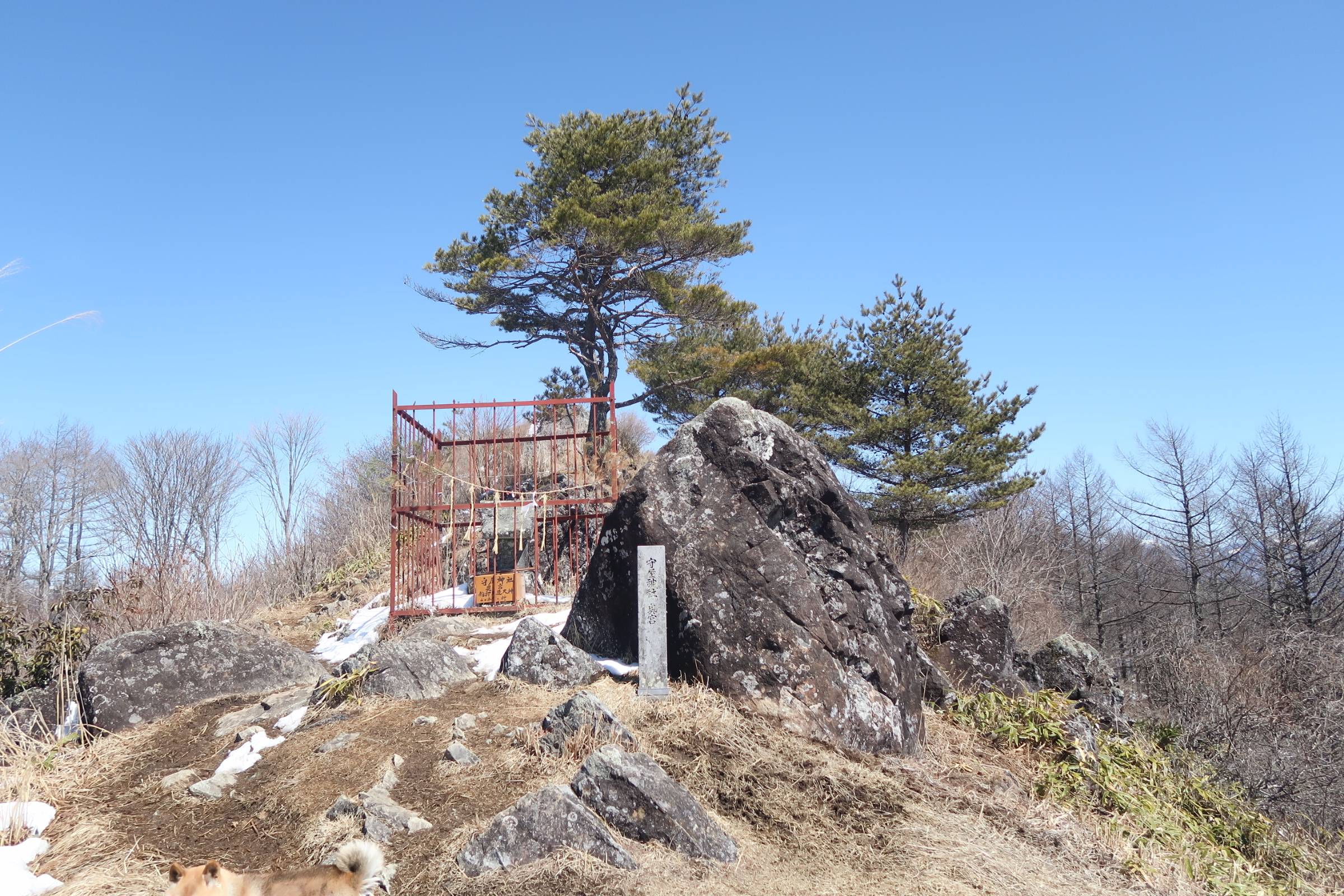
守屋神社奥宮と磐座（東峰）

その名称から「モリヤ」という神（洩矢神あるいは物部守屋）が宿る山として信仰を集めた。

### 雨乞い信仰
守屋山の神が怒ると雨をもたらすと信じられ、過去には干天が続くと雨乞いとして山頂の祠を谷底に突き落とす習慣があった。現在は祠が柵で囲ってあるのはこれを防ぐためである。
「おじり晴れ 守屋へ雲を 巻き上げて 百舌鳥きち鳴かば 鎌を研ぐべし」という諺で言われているように、山頂に雲がかかると必ず雨が降ると信じられていたことから、諏訪盆地や伊那谷
に住む人々には古くから気象の予知に用いられた。

### 磐座信仰
祠に向かって右側にある岩も磐座として信仰の対象であった。かつては守屋山の西側に住む人たちが旧6月朔日に登山して、祠を拝した後に磐座を7回まわって諏訪上社へ参拝するという行事を行い、これを「御七堂」と呼んだ。
磐座の表面には文字らしきものが彫ってあり、祈雨や五穀豊穣を願うまじないの痕跡ではないかと思われる。

### 諏訪大社上社との関係

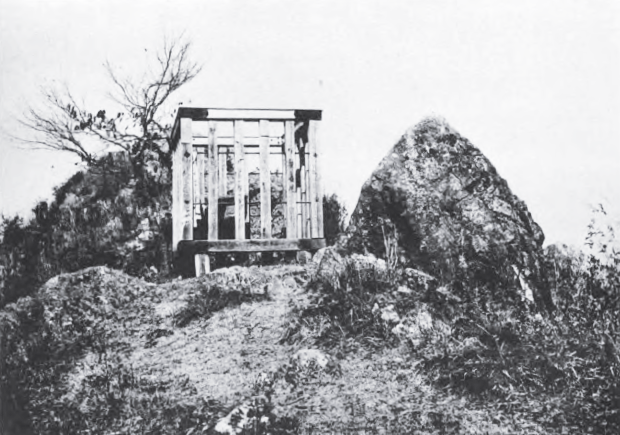
20世紀前半の東峰の祠の様子
宮地直一『諏訪史』（1931年）より

近年諏訪上社の神体山とされるが、もともと諏訪明神（建御名方神）の神体は諏訪氏出の大祝であり、歴史的に守屋山を神体とした記録はない。それどころか、山頂の石祠には御柱がなく、諏訪に背を向けている。ただし、宝治3年（1249年）に書かれたといわれる『諏訪信重解状』には、諏訪明神が守屋山の麓に降臨して、この地を治めていた守屋大臣（洩矢神）と覇権争いをした後、上社を構えたという伝承が書かれているため、必ずしも上社とは全く関係がないとは言えない。
天正10年（1582年）3月、織田信忠の軍勢が上社を焼き討ちした時、神官たちが神輿を担ぎ出し守屋山へ避難したと言われている。この事跡に関係する地名（御輿坂、権祝昼飯場など）が山中に残っている。
寛政12年（1800年）、白銅製の八稜鏡が山に発見され、天正の兵乱の際に紛失した宝物だろうということで上社に寄進された。この鏡は現在は上社本宮の宝物殿に収蔵されている。
御柱祭の時に建て替えられる2つの宝殿の網代天井の一部には、山中の一角に生えている「穂無し萱」が古くから使用されている。

### 守矢氏と物部氏との関係

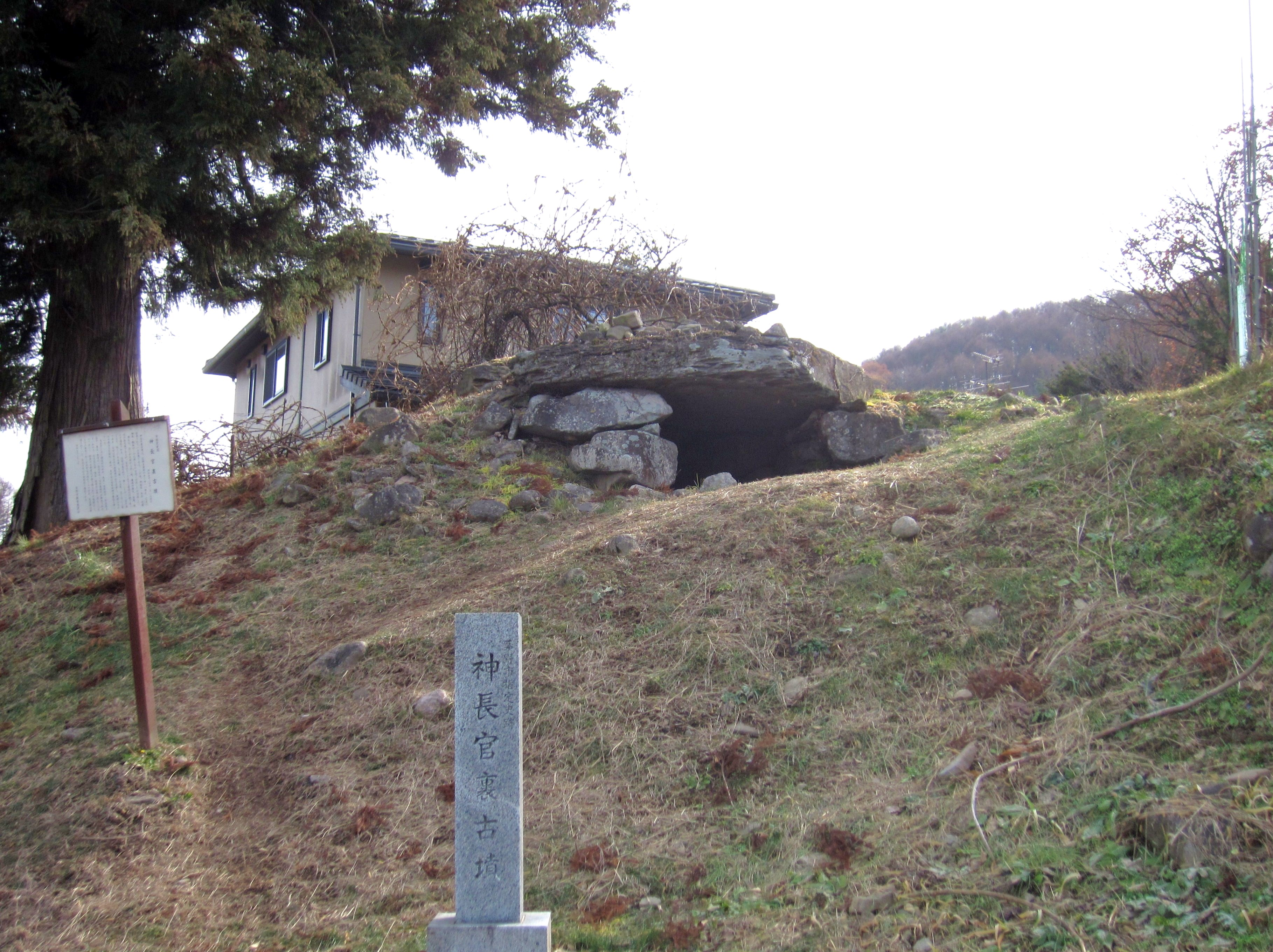
神長官裏古墳（茅野市）
守矢氏の屋敷内（現在の神長官守矢史料館）にある7世紀頃の古墳。守矢氏の言い伝えによると、この古墳は武麿（弟君）のものといわれている。

諏訪上社に神長（）という筆頭職に就いた守矢氏の家伝によると、物部守屋の次男の武麿（弟君（）とも）が丁未の乱の後、守屋山に逃れて、やがて守矢氏へ養子入りして神長となった。なお、守矢氏へ養子入りしたといわれる平忠度の子についてもまったく同じ伝承が語られている。これらには、神長となる者が通過儀礼として聖地とされた守屋山に籠っていた事が反映しているのではないかと指摘されている。
物部守屋を祀る守屋神社が立つ伊那市の片倉地区にも、物部守屋の子孫と名乗る守屋姓の家が多く存在する。また、山中には鍛冶技術を持った物部氏とは関係があると思われる「鋳物師（）ヶ釜」の地名が残っている。

### 風の三郎信仰
諏訪上社一帯を描いた伝『天正の古図』（『天正のボロボロ絵図』とも）から、山中には東日本に知られる風神「風の三郎」を祀る「三郎宮」がかつてあったことが分かる。諏訪上社にはこの社に対する神事が見当たらないため、この痕跡は民間信仰跡だと推測される。
製鉄には風が必要とされたため、鋳物師ヶ釜にいたと思われる鍛冶屋や鋳物師が祀った風の神がそのルーツだったと考えられる。

## 周辺の山
- 入笠山
- 経ヶ岳
- 八ヶ岳